# جيف دويل (لاعب دوري الرغبي)
جيف دويل (بالإنجليزية: Jeff Doyle)‏ هو لاعب دوري الرغبي أسترالي، ولد في 1 أكتوبر 1967.